# Emeš
Emeš je bil sumerski bog življenja in rasti rastlin. 
Emeša je skupaj z bogom Entenom ustvaril bog Enlil, da bi na zemlji skrbela za gozdove, polja, črede ovac in hleve. Povezan je s poletjem in obiljem na zemlji.
Sumeska pesnitev Enlil izbere boga kmetov (ali Spor med zimo in poletjem) opisuje, kako je Enlil v upanju, da bo "vzpostavil obilje in blaginjo", ustvaril bogova Emeša in Entena, pastirja in kmeta.  Bogova sta se prepirala, ker je Emeš zahteval Entenov položaj. V spor je posegel Enlil in razsodil v Entenovo korist. Oba boga sta bila tega vesela in se spravila.

## Vir
- Michael Jordan. Encyclopedia of Gods.  Kyle Cathie Limited, 2002.